# 玉牒
玉牒，又稱玉譜，是中國、越南歷代皇家族谱。

## 中國
唐代已有，宋代每十年一修，沿及明清。清代玉牒分满、汉两种文本，自顺治十三年（1656年）题准，每十年编续一次，在清代共编26次，民國後到1921年又修兩次。分帝系，支系等。清代玉牒即愛新覺羅宗譜，现存1070册，是中國唯一完整系统保存至今的皇族族谱。